# Conospermum patens
Conospermum patens är en tvåhjärtbladig växtart som beskrevs av Schlecht.. Conospermum patens ingår i släktet Conospermum och familjen Proteaceae. Inga underarter finns listade i Catalogue of Life.